# Parbuluan II
Parbuluan II is een bestuurslaag in het regentschap Dairi van de provincie Noord-Sumatra, Indonesië. Parbuluan II telt 503 inwoners (volkstelling 2010).